# Chlorurus oedema
Chlorurus oedema är en fiskart som först beskrevs av Snyder, 1909.  Chlorurus oedema ingår i släktet Chlorurus och familjen Scaridae. IUCN kategoriserar arten globalt som livskraftig. Inga underarter finns listade i Catalogue of Life.